# 安娜西·埃尔南德斯
安娜西·埃尔南德斯（1981年8月30日—）是一名古巴女子柔道运动员。曾参加2004年和2008年两届奥运，其中在2008年北京奥运期间获得女子70公斤级银牌。